# Тихонов Олександр Андрійович
Тихонов Олександр Андрійович (4 травня 1988) — російський плавець.
Учасник Олімпійських Ігор 2008, 2012 років.